# 애사당 홍도
"애사당 홍도"는 1992년에 개봉한 대한민국의 영화이다.

## 캐스팅
- 임미애 : 홍도 역
- 강인덕 : 어 서방 역
- 강신성일 : 배진사 역
- 방희 : 민씨 역
- 박봉희 : 산홍 역
- 강성욱 : 허생원 역
- 양택조 : 애꾸 역
- 이재은 : 어린홍도 역
- 이도경 : 박쇠 역
- 추석양 : 박 노인 역
- 김운하 : 팔봉 역
- 박용팔 : 쇠돌 역
- 안진수 : 덕보 역
- 서원철 : 억쇠 역
- 나재균 : 두칠 역
- 강선숙 : 여사당 역
- 심지미 : 여사당 역
- 임해림 : 걸승 역
- 이기영 : 군관 역
- 김윤형 : 청국색상 역
- 박부양 : 청국색상 역
- 양일민 : 최가 역
- 주상호 : 변가 역
- 박예숙 : 주모 역
- 변은영 : 안성댁 역
- 나갑성 : 하인 역
- 김기종 : 김 부자 역
- 하동 : 술청영감 역
- 김성원 : 점백이 역
- 최준 : 포졸 역